# The Association
The Association är en amerikansk popgrupp från Los Angeles som bildades 1965. Deras låtar innehöll ofta stämsång och sångharmonier. De hade ett knippe singelhits i Nordamerika, varav "Along Comes Mary", "Cherish" (båda 1966), "Never My Love" och "Windy" (båda 1967) blev de största. Både "Cherish" och "Windy" blev ettor på Billboard Hot 100-listan. Deras sista noterbara hit var "Everything That Touches You" 1968. Gruppen var den artist som inledde Monterey Pop Festival 1967. I Europa fick de aldrig något brett genombrott och hade endast en mindre hit i Storbritannien med "Time for Living" 1968.
Gruppen bestod i början av Russ Giguere (gitarr & sång), Jules (Gary) Alexander (gitarr & sång), Terry Kirkman (olika blåsinstrument & sång), Ted Bluechel (trummor & sång), Jim Yester (gitarr & sång), och Brian Cole (elbas & sång). Alexander lämnade tillfälligt gruppen 1967 för att söka lyckan på annat håll. Han blev ersatt av Larry Ramos, men återkom 1969. Ramos stannade dock kvar i gruppen. Även om The Association aldrig lyckades nå samma framgång som under 1960-talets andra hälft har de varit aktiva som turnégrupp från 1970-talet och fram till 2010-talet. Flera av originalmedlemmarna har medverkat på dessa, även om vissa till och från inte varit medlemmar i gruppen och ersatts av andra musiker.

## Diskografi

### Studioalbum
- 1966 – And Then... Along Comes the Association
- 1967 – Renaissance
- 1967 – Insight Out
- 1968 – Birthday
- 1969 – Goodbye, Columbus
- 1969 – The Association
- 1970 – The Association Live
- 1971 – Stop Your Motor
- 1972 – Waterbeds in Trinidad!

### Samlingsalbum
- 1968 – The Association's Greatest Hits